# Юрченко Петро Павлович
Петро Павлович Юрченко (нар. 18 листопада 1937, Сухий Ставок) — український скульптор і педагог; член Харківської організації Національної спілки художників України з 1999 року.

## Біографія
Народився 18 листопада 1937 року в селі Сухому Ставку (нині Бериславський район Херсонської області, Україна). Упродовж 1962—1967 років навчався у Харківському художньому інституті/Харківському художньо-промисловому інституті. Був учнем Миколи Рябініна, Ірини Мельгунової.
Працює на посаді старшого викладача в Харківській державній академії дизайну та мистецтв. Мешкає у Харкові в будинку на вулиці 23 Серпня, № 73, квартира № 32.

## Творчість
Працює у галузях станкової та монументальної скульптури. Серед робіт:
станкова скульптура
- «Червоний плугатар» (1966)[1];
- «Портрет К. Хагельмозера» (1968)[1];
- «Хокей» (1996)[1];
- «Село» (1997)[1];
- «Літо» (1997, дерево тоноване)[3];

монументальні роботи
- барельєф «Полум'я революції» (1971)[1];
- рельєфні композиції «Великий Жовтень» та «Тріумф революції» на станції Харківського метрополітену «Холодна гора» (у співавторстві з художником Віталієм Лєнчиним)[4];
- барельєф «Планеристи» (Харківський обласний Палац дитячої та юнацької творчості)[2];
- погруддя Ярослава Мудрого (Національний юридичний університет імені Ярослава Мудрого)[2].

Бере участь у всеукраїнських і міжнародних виставках з 1995 року.